# Myrmecobius fasciatus
El numbat (Myrmecobius fasciatus) es una especie de marsupial dasiuromorfo de la familia Myrmecobiidae: se trata del único mirmecóbido. Se encuentra sólo en algunas zonas remotas del suroeste australiano. Su disminución se ha debido a la destrucción de su hábitat y la depredación de animales introducidos por el hombre en Australia. Es el animal estatal de Australia Occidental.

## Características

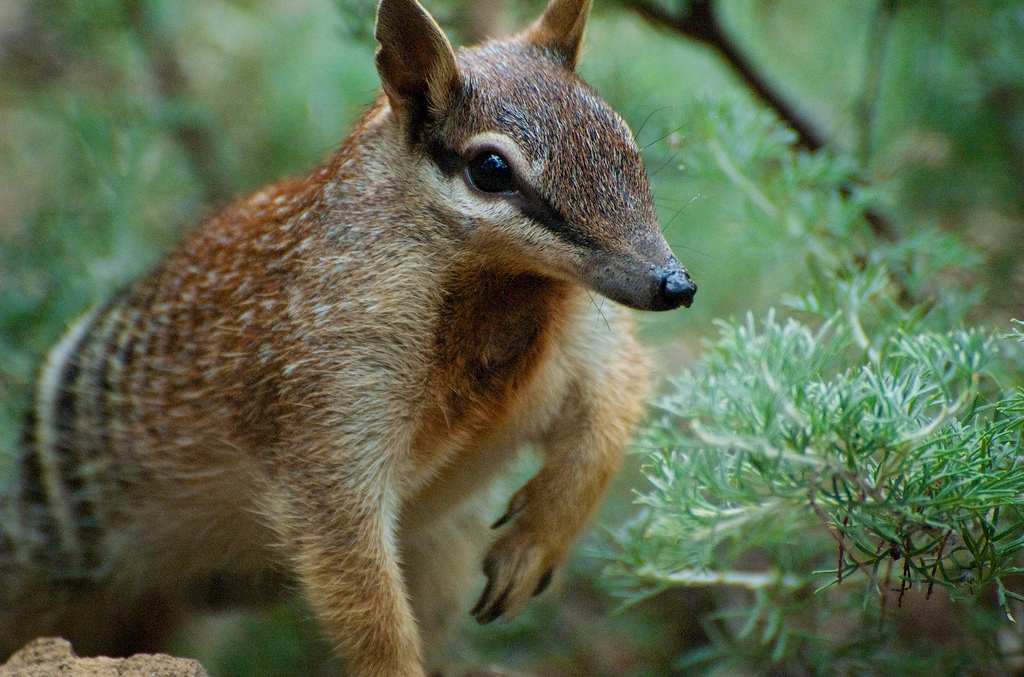
Numbat.

La principal característica que distingue a los marsupiales de los demás mamíferos es que las crías nacen cuando todavía no están desarrolladas. En la mayoría de marsupiales, la diminuta cría, casi en estado de embrión, se arrastra hasta el marsupio localizado en el vientre de la madre, donde se aferra a un pezón y continúa su crecimiento. Sin embargo, el numbat difiere de los demás marsupiales en que no posee marsupio. En su lugar, las crías se aferran al pezón que se encuentra debajo del largo pelo de la madre, donde permanecen durante cuatro meses.
Este animal es de color marrón rojizo encima de la cabeza y la parte superior de la espalda, pero en la mitad inferior de la espalda tienen rayas blancas y negras. En el vientre el pelo es más pálido. La larga cola es frondosa y las cerdas son grises y blancas. Una raya negra con un borde blanco va desde la base de la oreja, rodea el ojo y recorre cada lado del largo y puntiagudo hocico. Las extremidades son cortas y gruesas, con fuertes uñas en sus dedos.

## Dieta
Es mirmecófago, pues se alimenta casi exclusivamente de termitas, las cuales caza irrumpiendo en un tronco o un túnel subterráneo, recorriéndolo con su larga lengua pegajosa y comiendo las que quedan agarradas a su piel. 
Comparte las características de los mamíferos comedores de hormigas: fuertes garras, un largo hocico puntiagudo, una larga lengua pegajosa y cilíndrica para buscar entre las grietas, y un paladar óseo contra el que aplasta las termitas antes de tragarlas.
Es el único marsupial australiano totalmente activo durante el día. Aunque a menudo toma el sol, pasa la mayoría de sus horas activas buscando termitas entre árboles caídos, troncos en putrefacción y removiendo el subsuelo, escarbando con las uñas, husmeando con su largo hocico, levantando hojarasca y dando la vuelta a pequeños trozos de madera.

## Hábitat
Vive en los bosques con matorrales bajos, particularmente donde terminan los eucaliptos, debido a que es en las ramas caídas donde principalmente viven las termitas. El numbat recorre las grietas de la madera extrayendo una gran cantidad de termitas, que quedan pegadas a su pegajosa lengua.
Además de a las termitas, las ramas huecas que caen de los árboles de eucalipto dan refugio al numbat y muchas sirven para formar nidos de hojas y hierbas. A veces, los numbats excavan madrigueras para protegerse durante la noche y también para parir. Ocasionalmente aprovechan las madrigueras abandonadas por otros animales.

## Reproducción
Es un animal solitario; sin embargo, el macho y la hembra se juntan para aparearse entre los meses veraniegos de diciembre a abril. De enero a mayo nacen de dos a cuatro crías. A los pocos minutos de nacer se arrastran hasta el vientre de la madre, donde permanecen cuatro meses agarrados a los pezones, protegidos entre el abrigado pelo y recibiendo así calor y alimento. 
A medida que crecen comienzan a bajar al suelo. A los cuatro meses de edad, la madre los suele dejar en una madriguera durante el día, a donde regresa de noche para amamantarlos. A los seis meses de edad comienzan a comer termitas. Las crías permanecen cerca de la madre hasta que esta pare nuevamente en diciembre.

## Depredadores
Los principales depredadores del numbat en estado salvaje son la pitón tapiz (Morelia spilota) y algunos lagartos grandes. Sin embargo, los zorros, los perros y los gatos introducidos en Australia por los colonos se han convertido en terribles depredadores.

## En peligro de extinción

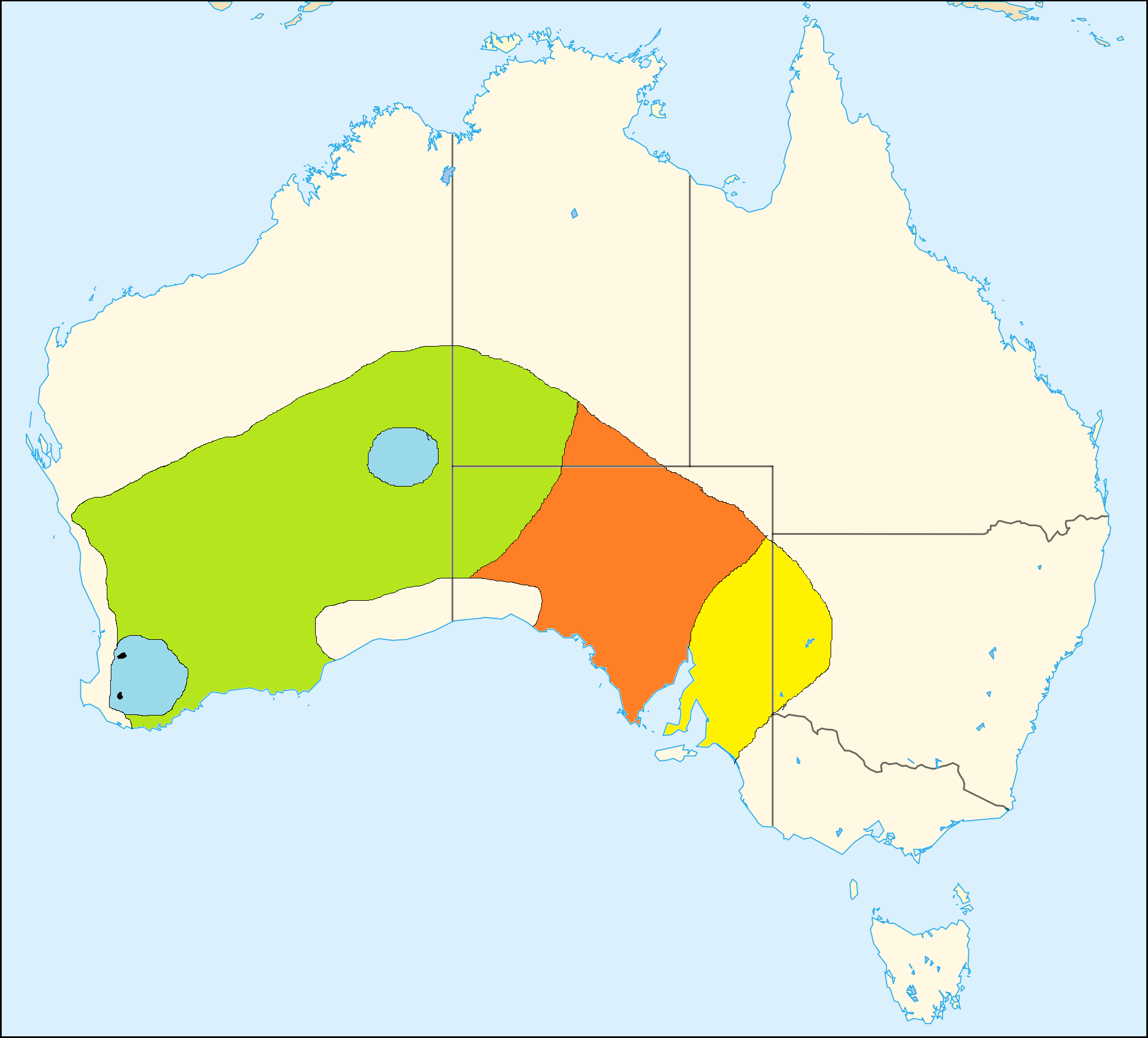
Distribución histórica.Etapas de extinción: 1800 - 1910
1910 - 1930
1930 - 1960
1960 - 1980 Poblaciones de 1980: Marcadas con puntos

Anteriormente se encontraba en Nueva Gales del Sur, en Australia Meridional y en Australia Occidental, pero la tala para los cultivos que elimina los árboles muertos, que son el hogar de las termitas, ha forzado al numbat a ocupar un territorio cada vez más pequeño. 
A pesar de que desde hace años su hábitat está protegido, su número ha descendido hasta el punto en que es una especie en peligro de extinción. Debido a ello, se han establecido en Australia colonias reproductivas para su posterior puesta en libertad.

## Subespecies
Se han descrito las siguientes subespecies:
- Myrmecobius fasciatus fasciatus Waterhouse, 1836
- Myrmecobius fasciatus rufus Wood Jones, 1923